# Prix Tricerri
Pour les articles homonymes, voir Tricerri.
Le prix Tricerri (Premio Tricerri) est une distinction mathématique dédiée à la mémoire du mathématicien italien Franco Tricerri (it) et sa famille, disparu tragiquement en juin 1994 en Chine. 

## Attribution
Il est attribué par l'Union mathématique italienne à un jeune diplômé en mathématiques ou en physique dans une université italienne avec une thèse en géométrie différentielle.
Le concours est ouvert à tous les diplômés qui ont obtenu le titre dans les trois ans précédant la date d'expiration de l'avis de concours. Le prix, organisé tous les deux ans, est décerné par un comité de trois membres nommé par le Bureau de la Présidence de l'Union mathématique italienne.

## Lauréats
- 1995, Paul Caressa
- 1997, Elisa Casini Gage
- 1999, Guido Sanguinetti
- 2001, Filippo Natoli
- 2003, Donato Ciampa
- 2005, Valentino Tosatti
- 2007, non attribué
- 2009, non attribué
- 2011, Alessandro Carlotto
- 2013, non attribué
- 2015, Elia Saini
- 2017, Michele Stecconi
- 2019, Andrea Tamburelli[2]